# Зарыклей
Зарыклей — село в Старокулаткинском районе Ульяновской области России, в составе Зелёновского сельского поселения.
Население - 162 (2010)

## История
В Списке населённых мест Российской империи по сведениям за 1859 год упоминается как казённая деревня Зерыклей Хвалынского уезда Саратовской губернии, расположенная при речке Зерыклейке по просёлочному тракту из Хвалынска в город Кузнецк (через село Елшанку) на расстоянии 22 вёрст от уездного города. В населённом пункте насчитывалось 74 двора, проживали 253 мужчины и 264 женщины, имелись 2 мечети. 
Согласно переписи 1897 года в деревне Зиреклей проживали 860 жителей (431 мужчины и 429 женщины).
Согласно Списку населённых мест Саратовской губернии 1914 года деревня Зарыклей относилась к Старо-Лебежайской волости. По сведениям за 1911 год в деревне насчитывалось 215 дворов, проживали 1276 житель (652 мужчины и 624 женщины), имелись 2 мечети. В селе проживали преимущественно бывшие государственные крестьяне, татары, составлявшие одно сельское общество.

## География
Село находится в пределах Приволжской возвышенности, являющейся частью Восточно-Европейской равнины, при ручье (выше села Новая Лебежайка) на высоте около 160 метров над уровнем моря. Почвы - чернозёмы остаточно-карбонатные.
Село расположено примерно в 22 км по прямой в восточном направлении от районного центра посёлка городского типа Старая Кулатка. По автомобильным дорогам расстояние до районного центра составляет 39 км, до областного центра города Ульяновска - 230 км. 
Часовой пояс
Зарыклей, как и вся Ульяновская область, находится в часовой зоне МСК+1. Смещение применяемого времени относительно UTC составляет +4:00.

## Население
Динамика численности населения по годам:
| Годы      | 1859 | 1897 | 1911 | 1989 | 2002 |
| --------- | ---- | ---- | ---- | ---- | ---- |
| Население | 517  | 860  | 1276 | ≈250 | 201  |

| 2010 |
| ---- |
| 162  |

Национальный состав
Согласно результатам переписи 2002 года татары составляли 97 % населения села.